# John Watts
Johnny Marion Watts (ur. 23 kwietnia 1944 w Jefferson) – amerykański judoka. Olimpijczyk z Monachium 1972, gdzie zajął jedenaste miejsce w kategorii open.
Uczestnik mistrzostw świata w 1975 roku.

## Letnie Igrzyska Olimpijskie 1972
| Konkurencja | Rundy eliminacyjne      | Rundy eliminacyjne     | Rundy eliminacyjne    | Klas. końcowa |
| Konkurencja | Przeciwnik I            | Przeciwnik II          | 1/4                   | Miejsce       |
| ----------- | ----------------------- | ---------------------- | --------------------- | ------------- |
| Open        | Abdoulaye Djiba (SEN) Z | Pavle Bajčetić (YUG) Z | Angelo Parisi (GBR) P | 11.           |